# Жени Калканджиева
Евгения Калканджиева-Манова, по-известна просто като Жени Калканджиева, е българска манекенка, Мис „България“ 1995.

## Биография
Тя е най-успешно представилата се в световен конкурс Мис „България“, като се класира в десетката на Мис „Свят“. Президент на модната агенция „Визаж Моделс Груп“.
Омъжена е за Стефан Манов – Тачо, с когото имат дете.

## Телевизия
- „Къртицата“ (2013)
- „ВИП Брадър“ (2014)
- „Big Brother: Most Wanted“ (2018)

## Филмография
- „Чуй звездите“ (2003) – ТВ филм
- „Ятаган“ (2020) - ТВ филм
- „Аферата Пикасо“ (2022) – криминална комедия - съдия